# Karel van Trier

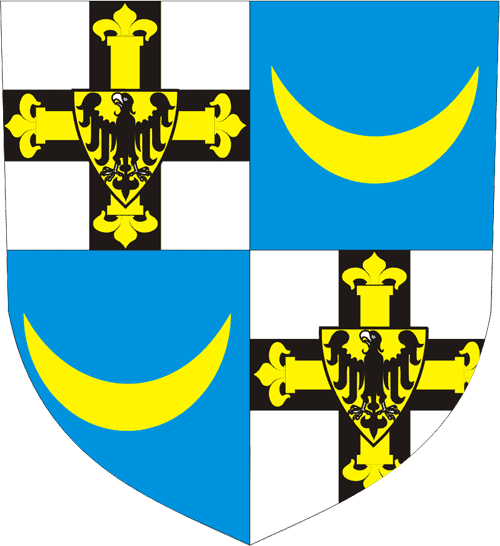
Grootmeesterswapen van Karel van Trier

Karel Bessart (of Beffart, Boffort, Beaufort) van Trier (Trier, omstreeks 1265 - aldaar, 11 februari 1324) was de 16e grootmeester van de Duitse Orde van 1311 tot aan zijn dood.

## Levensloop

### Afkomst en beginjaren in de Duitse Orde
Karel van Trier was een zoon van Jakob van Oeren, een lokaal bestuurder en lid van een patriciërsfamilie uit Trier. Samen met zijn vader, zijn twee broers Jakob en Ortlof en een neef werd hij in 1288 lid van de Duitse Orde. 
Hij studeerde verder onder de vleugels van de orde en werd enkele jaren later eerst commandeur van de commanderij Beauvoir in Champagne en daarna landcommandeur van de balijen Elzas Bourgondië en Lotharingen. In 1304 werd Karel grootofficier van de orde en in die functie vertegenwoordigde hij vanaf 1309 grootmeester Siegfried van Feuchtwangen te Venetië nadat deze laatste het hoofdkwartier van de orde verhuisd had van Venetië naar het Slot Mariënburg.
Na de dood van Siegfried van Feuchtwangen koos het kapittel van de orde hem in juni 1311 tot nieuwe grootmeester.

### Karel van Trier als grootmeester
In zijn eerste jaren als grootmeester werd Karel van Trier geconfronteerd met externe en interne conflicten. Nadat de hoofdzetel verhuisd was naar het Slot Mariënburg, begonnen de ridders van de Duitse Orde aan een waar offensief in de streek. Als gevolg van het Verdrag van Soldin van 1309 diende markgraaf Waldemar van Brandenburg zijn bezittingen in Pommerellen (Dantzig, Dirschau en Schwetz) te verkopen. De orde kocht deze bezittingen samen met een uitgestrekt gebied in Koejavië. De aankopen werden door koning Hendrik VII bekrachtigd en hij gaf het gebied in leen aan de orde.
Dit was niet naar de zin van de aartsbisschoppen van Gnesen en van Riga. Deze laatste wilde de macht van de ridders breken vaardigde zelfs een vervolging uit tegen de orde. Ook de prinsen van Polen, die aanspraak maakten op Pommerellen bonden de strijd aan tegen de Duitse Orde.
Karel trachtte een compromis met Polen te sluiten waarin de stad Dantzig en twee cisterciënzerkloosters betrokken waren. Zijn bemoeienissen zorgde voor een hevige interne weerstand binnen het bestuur van de orde. Er kwam nog een militaire kruistocht tegen de Litouwse vorst Gediminas waarbij Karel kon zorgen dat de grenzen in de omgeving van Ragnit definitief werden vastgelegd.
Binnen de leiding van de orde kwam het echter tot een breuk. In 1317 werd een buitengewone vergadering van het kapittel gehouden waarop de dissidenten, onder leiding van commandeur Otto von Lutterberg van de Lijflandse Orde en hospitaalridder Friedrich von Wildenberg, Karel van Trier dwongen om ontslag te nemen en de regio te verlaten.
Paus Johannes XXII veroordeelde de breuk binnen de Duitse Orde en liet een nieuwe kapittelraad bijeenroepen. Tijdens een vergadering in Erfurt op 12 maart 1318 werd Karel van Trier opnieuw bevestigd als grootmeester van de orde. Hij ontving van de paus, die in Avignon verbleef, nieuwe privileges om de strijd te kunnen aangaan tegen de aanhoudende beschuldigingen van de aartsbisschop van Riga. De rust keerde na een tijd terug en Karel, die door ziekte erg verzwakt was, bracht zijn laatste levensjaren door in Trier waar hij in 1324 stierf. Hij werd begraven in de kapel van de orde in Trier.